# 1984-es labdarúgó-Európa-bajnokság (selejtező – 1. csoport)
Az 1984-es labdarúgó-Európa-bajnokság selejtezőjének 1. csoportjának mérkőzéseit tartalmazó lapja. A csoportban Belgium, az NDK, Skócia és Svájc szerepelt. A csapatok körmérkőzéses, oda-visszavágós rendszerben játszottak egymással.
A csoportelső Belgium kijutott az 1984-es labdarúgó-Európa-bajnokságra.

## Tabella
| Hely. | Csapat  | M | Gy | D | V | G+ | G– | Gk | P | Továbbjutás                            |     | Belgium | Svájc | Német Demokratikus Köztársaság | Skócia |
| ----- | ------- | - | -- | - | - | -- | -- | -- | - | -------------------------------------- | --- | ------- | ----- | ------------------------------ | ------ |
| 1.    | Belgium | 6 | 4  | 1 | 1 | 12 | 8  | +4 | 9 | Kijutott az 1984-es Európa-bajnokságra |     | —       | 3–0   | 2–1                            | 3–2    |
| 2.    | Svájc   | 6 | 2  | 2 | 2 | 7  | 9  | −2 | 6 |                                        |     | 3–1     | —     | 0–0                            | 2–0    |
| 3.    | NDK     | 6 | 2  | 1 | 3 | 7  | 7  | 0  | 5 |                                        | 1–2 | 3–0     | —     | 2–1                            |        |
| 4.    | Skócia  | 6 | 1  | 2 | 3 | 8  | 10 | −2 | 4 |                                        | 1–1 | 2–2     | 2–0   | —                              |        |

## Mérkőzések
Az időpontok helyi idő szerint értendők.
| 1982. október 6. 20:00 |

| Belgium                                   | 3–0               | Svájc |
| ----------------------------------------- | ----------------- | ----- |
| Lüdi 2' (öngól) Coeck 48' Vandenbergh 82' | (1–0) Jegyzőkönyv |       |

| Heysel Stadion, Brüsszel Nézőszám: 16 808 Játékvezető: Paolo Bergamo (olasz) |

| 1982. október 13. 20:00 |

| Skócia                | 2–0               | NDK |
| --------------------- | ----------------- | --- |
| Wark 53' Sturrock 75' | (0–0) Jegyzőkönyv |     |

| Hampden Park, Glasgow Nézőszám: 40 335 Játékvezető: Georges Konrath (francia) |

| 1982. november 17. 19:30 |

| Svájc               | 2–0               | Skócia |
| ------------------- | ----------------- | ------ |
| Sulser 49' Egli 61' | (0–0) Jegyzőkönyv |        |

| Wankdorfstadion, Bern Nézőszám: 26 500 Játékvezető: Vojtěch Christov (csehszlovák) |

| 1982. december 15. 20:00 |

| Belgium                              | 3–2               | Skócia           |
| ------------------------------------ | ----------------- | ---------------- |
| Vandenbergh 25' Van der Elst 39' 63' | (2–2) Jegyzőkönyv | Dalglish 13' 35' |

| Heysel Stadion, Brüsszel Nézőszám: 48 877 Játékvezető: António Garrido (portugál) |

| 1983. március 30. 17:00 |

| NDK         | 1–2               | Belgium                          |
| ----------- | ----------------- | -------------------------------- |
| Streich 82' | (0–1) Jegyzőkönyv | Van der Elst 35' Vandenbergh 70' |

| Zentralstadion, Lipcse Nézőszám: 75 000 Játékvezető: John Carpenter (ír) |

| 1983. március 30. 20:00 |

| Skócia                | 2–2               | Svájc                |
| --------------------- | ----------------- | -------------------- |
| Wark 70' Nicholas 75' | (0–1) Jegyzőkönyv | Egli 14' Hermann 57' |

| Hampden Park, Glasgow Nézőszám: 36 923 Játékvezető: Charles Corver (holland) |

| 1983. április 27. 20:00 |

| Belgium                 | 2–1               | NDK        |
| ----------------------- | ----------------- | ---------- |
| Ceulemans 18' Coeck 39' | (2–1) Jegyzőkönyv | Streich 9' |

| Heysel Stadion, Brüsszel Nézőszám: 43 894 Játékvezető: Emilio Guruceta Muro (spanyol) |

| 1983. május 14. 20:00 |

| Svájc | 0–0         | NDK |
| ----- | ----------- | --- |
|       | Jegyzőkönyv |     |

| Wankdorfstadion, Bern Nézőszám: 32 000 Játékvezető: Rolf Ericsson (svéd) |

| 1983. október 12. 17:00 |

| NDK                               | 3–0               | Svájc |
| --------------------------------- | ----------------- | ----- |
| Richter 45' Ernst 73' Streich 90' | (1–0) Jegyzőkönyv |       |

| Friedrich-Ludwig-Jahn-Sportpark, Kelet-Berlin Nézőszám: 12 000 Játékvezető: Keith Hackett (angol) |

| 1983. október 12. 20:00 |

| Skócia       | 1–1               | Belgium        |
| ------------ | ----------------- | -------------- |
| Nicholas 75' | (0–1) Jegyzőkönyv | Vercauteren 4' |

| Hampden Park, Glasgow Nézőszám: 23 475 Játékvezető: Enzo Barbaresco (olasz) |

| 1983. november 9. 20:00 |

| Svájc                                  | 3–1               | Belgium         |
| -------------------------------------- | ----------------- | --------------- |
| Schällibaum 23' Brigger 75' Geiger 89' | (1–0) Jegyzőkönyv | Vandenbergh 63' |

| Wankdorfstadion, Bern Nézőszám: 10 000 Játékvezető: Volker Roth (nyugatnémet) |

| 1983. november 16. 17:00 |

| NDK                   | 2–1               | Skócia     |
| --------------------- | ----------------- | ---------- |
| Kreer 34' Streich 43' | (2–0) Jegyzőkönyv | Bannon 77' |

| Kurt-Wabbel Stadion, Halle Nézőszám: 18 000 Játékvezető: Franz Wöhrer (osztrák) |